# Itàlics

Llengües a Itàlia a l'edat de ferro, cap al.

Els itàlics són els antics pobladors de la península Itàlica, descendents dels protoindoeuropeus prehistòrics. Convivien amb altres pobles no indoeuropeus que van arribar en successives onades migratòries. Van aparèixer a Itàlia al II mil·lenni aC (Cultura apenínica) possiblement provinents de les regions costaneres de l'Adriàtic on les poblacions dàlmates parlaven llengües molt properes a les llengües itàliques i compartien una forma de vida ramadera similar.
Durant l'antiguitat, a l'època preromana, molts pobles convivien a la península. Aquests pobles no tenien tots la mateixa llengua ni el mateix origen ètnic. Alguns parlaven una llengua itàlica, altres el grec, o fins i tot idiomes no indoeuropeus. L'origen de les ètnies és moltes vegades desconegut o discutit. Els itàlics des del punt de vista de la llengua, eren un grup etnolingüístic que feia ús de les llengües itàliques, una de les branques de les llengües indoeuropees. Fora de la literatura lingüística especialitzada, el terme també s'utilitza per descriure tots els pobles antics d'Itàlia, inclosos els pobles preromans com els etruscs i els rètics, que no parlaven llengües indoeuropees. Aquest ús de la paraula és comú a la historiografia antiga i moderna.
Amb l'expansió romana, van quedar assimilats i van anar desapareixent els seus trets distintius. Es poden distingir tres grans grups d'itàlics, els que hi habitaven des del Neolític, els que van arribar al segle xiii aC i els que van migrar posteriorment. Cadascun d'aquests grups va mantenir una certa unitat lingüística i cultural, malgrat la gran quantitat de tribus i nacions que els formaven.

## Quadre de pobles d'Itàlia
| Poble      | Ubicació                    | Llengua                    | Origen ètnic                                                     |
| ---------- | --------------------------- | -------------------------- | ---------------------------------------------------------------- |
| Auruncs    | Sud del Latium              | Llengües sabèl·liques      | indoeuropeus                                                     |
| Ausonis    | Sud d'Italia                | Llengües sabèl·liques      | probablement emparentats amb els Auruncs                         |
| Brucis     | Brútium                     | Osc, grec                  | probablement emparentats amb els Lucans                          |
| Campanis   | Campània                    | Osc                        | indoeuropeus                                                     |
| Capenats   | Etrúria meridional          | Sabí                       | propers als Faliscs, als sabins i als llatins                    |
| Elimis     | Sicília                     |                            | Italiotes ?, Anatolis ?, Grecs ?                                 |
| Eques      | Latium                      | Eque                       | probablement indoeuropeus                                        |
| Etruscos   | Etrúria                     | Etrusc                     | no indoeuropeus. D'origen incert, potser autòctons o d'Anatòlia. |
| Eugans     | Adige                       |                            | potser emparentats amb els Lígurs                                |
| Faliscs    |                             | Falisc                     | Sabins                                                           |
| Frentans   | Molise                      |                            |                                                                  |
| Hèrnics    | Latium                      | Llatí                      | indoeuropeus                                                     |
| Istris     | Regió d'Ístria              |                            |                                                                  |
| Ínsubres   | Insúbria                    |                            | Celtes                                                           |
| Iapigis    | Pulla                       | Messapi                    | Il·liris                                                         |
| Llatins    | Latium                      | Llatí                      | indoeuropeus                                                     |
| Leponcis   | Rècia                       | Lepòntic                   | Celtes, vegeu també Germànics                                    |
| Lígurs     | Ligúria i Còrsega           | Lígur antic                | indoeuropeus                                                     |
| Lucans     | Lucània                     | Osc                        | indoeuropeus                                                     |
| Marruquins | Abruços                     | Marruquí                   |                                                                  |
| Marsis     | Abruços                     | Marsi                      |                                                                  |
| Messapis   | Messàpia                    | Messapi                    | Grecs o Il·liris                                                 |
| Enotris    | Enòtria                     |                            | indoeuropeus                                                     |
| Umbres     | Úmbria                      | Umbri                      | indoeuropeus                                                     |
| Oscs       | Itàlia meridional i central | Osc                        | indoeuropeus                                                     |
| Pelignes   | Itàlia central              | Peligne                    |                                                                  |
| Picentins  | Picenum                     | sud-picentí i nord-picentí | (una llengua sabèl·lica) probablement no indoeuropeus            |
| Sabins     | Centre d'Itàlia             | Sabí                       | indoeuropeus                                                     |
| Samnites   | Sàmnium                     | Osc                        | indoeuropeus                                                     |
| Sicans     | Sicília                     |                            |                                                                  |
| Siceliotes | Sicília                     | grec                       | Grecs                                                            |
| Sículs     | Sicília                     |                            | indoeuropeus                                                     |
| Sidiquins  | Campània                    | Osc                        | indoeuropeus                                                     |
| Taurins    |                             |                            | Celtes, Lígurs                                                   |
| Vènets     | Vèneto                      | Venètic                    | indoeuropeus                                                     |
| Vestins    |                             | Vestinià                   | Sabins                                                           |
| Volscs     |                             | Volsc                      | Sabins                                                           |